# Militärputsch in Niger 1974
Der Militärputsch im Niger 1974 ereignete sich am 15. April 1974 und verlief größtenteils friedlich. Bei ihm wurde die erste postkoloniale Regierung des Niger durch die zweite ersetzt. Die zweite Regierung wurde ebenfalls von Putschversuchen geplagt und war bis 1991 an der Macht.

## Hintergrund
Eine Dürre in der Sahelzone von 1968 bis 1972 hatte die bestehenden Spannungen in der Einparteienregierung der PPN verschärft. Es kam zu landesweiten Unruhen, nachdem Vorwürfe laut wurden, dass einige Minister der Regierung Nahrungsmittelhilfebestände zweckentfremdet hätten. Präsident Hamani Diori wurde beschuldigt, seine Macht zu Ungunsten der restlichen Regierung auszubauen. Diori beschränkte alle neuen Mitglieder des Kabinetts auf Angehörige der Zarma, Familienmitglieder und enge Freunde. Darüber hinaus erlangte er weitreichendere Befugnisse, indem er sich selbst zum Außen- und Verteidigungsminister ernannte. Diori war der am längsten amtierende Anführer der Organisation für Afrikanische Einheit, die er mitbegründete, und er war als wichtigster internationaler Verhandlungsführer für das frankophone Afrika bekannt.
Obwohl er bereits 1973 Warnungen bezüglich der Treue von Seyni Kounchté erhielt, ernannte er ihn zum als Ersatz für Balla-Arabé, zum Generalstabschef. Die Armee lehnte es ab, Steuern einzutreiben und andere politische Aktivitäten durchzuführen. Kurz vor dem Putsch unterzeichnete die nigrische Regierung einen gegenseitigen Verteidigungsvertrag mit Libyen, der die Armeeangehörigen verärgerte. Laut Kounchté wurden über 3.000 Tonnen Nahrungsmittel gelagert, um in Zeiten mit höheren Preisen verkauft zu werden. Als Kounchté die Situation dem Präsidenten vorstellte, tat er nichts.

## Verlauf
Am 15. April 1974 führte Oberstleutnant Seyni Kountché einen Militärputsch an, der die vierzehnjährige Herrschaft von Diori beendete. Der Militärputsch begann um 1 Uhr morgens am 15. April. Bis auf eine Handvoll Einheiten bekannten sich alle Einheiten schnell zu den Anführern des Putsches. Die persönliche Garde von Präsident Hamani Diori, die ausschließlich aus Tuareg bestand, war die einzige Einheit, die auf Befehl von Dioris Frau Aissa Diori Widerstand leistete. Aissa Diori und eine kleine Anzahl von Gardisten wurden am 15. April nach Tagesanbruch im Präsidentenpalast getötet. Der nunmehr ehemalige Präsident Diori und mehrere weitere hochrangige Funktionäre wurden während des Prozesses in Niamey verhaftet. Das Regime war das fünfundzwanzigste, dass in Afrika innerhalb von 11 Jahren einem Putsch zum Opfer fiel.

## Gründe
Die Gründe lagen wahrscheinlich in weitverbreiteter Korruption, dem Fehlen demokratischer Prozesse und einem zu großen Fokus auf Außenpolitik, wobei die Innenpolitik vernachlässigt wurde. Kurz nach dem Putsch wurde angenommen, dass Frankreich involviert war, da es praktisch die gesamte Uranindustrie des Niger kontrollierte. Unmittelbar nach dem Putsch ordnete Kountché jedoch die Ausweisung des Oberbefehlshabers der französischen Garnison in Niger an, gefolgt vom Rest der Truppen einige Wochen später. Kountché behauptete, die Franzosen seien gegenüber dem nigerianischen Militär spalterisch und herablassend gewesen.

## Nachwirkungen
Bis 1984 saß Diori in Haft, nach der Entlassung stand er unter Hausarrest. Kountchés erste Amtshandlungen waren die Aufhebung der Verfassung, die Auflösung der Nationalversammlung, das Verbot aller politischen Parteien und die Freilassung politischer Gefangener. Am 17. April 1974 wurde ein Oberster Militärrat (CMS) mit Kountché als Präsident eingerichtet. Ihr erklärtes Ziel bestand darin, Nahrungsmittelhilfe gerecht zu verteilen und die Moral im öffentlichen Leben wiederherzustellen. Infolgedessen richtete die Armee vier Getreideverteilungszentren in Zinder, Maradi, Birni-N'Konni und N'guigmi ein und transportierte wichtige Hilfsgüter nach der Dürre. Erdnüsse wurden eher zur Hungerbekämpfung als in der Landwirtschaft an Bauern verteilt. Der Militärrat versprach, alle internationalen Abkommen einzuhalten und so die Wahrscheinlichkeit eines ausländischen Sturzes des Putsches zu verringern.
Ein beratender Nationalrat für Entwicklung ersetzte die Nationalversammlung (Parlament). Aufgrund der Ernährungspolitik der neuen Regierung war die Unterstützung für den Putsch unter der Bevölkerung Nigers groß. Obwohl politische Parteien verboten waren, durften Oppositionsaktivisten, die während Dioris Regime ins Exil geschickt wurden, nach Niger zurückkehren, sofern sie politische Aktivitäten meiden würden.
Im August 1975 unternahm der Major Sani Souna Sido einen Putschversuch gegen Kountche, der schnell niedergeschlagen wurde. Sido wurde hingerichtet. Am 21. Februar 1976 stellten Zivilisten eine Mehrheit im  Kabinett, in dem zuvor Militärs dominierten. Am 15. März 1976 und am 5. Oktober 1983 kam es zu zwei weiteren Putschversuchen, die jedoch beide scheiterten.
Obwohl es eine Zeit relativen Wohlstands war, erlaubte die damalige Militärregierung kaum freie Meinungsäußerung und war für willkürliche Inhaftierungen und Tötungen verantwortlich. Die ersten Präsidentschaftswahlen fanden 1993 (33 Jahre nach der Unabhängigkeit) statt, die ersten Kommunalwahlen fanden erst 2007 statt.